# Джапаридзе, Виктор Арчилович
Виктор Арчилович Джапаридзе (28 февраля 1908, Тифлис — 30 мая 1975, Москва) — советский учёный в области авиационных комплексов, директор НИИ-2 (1951—1970).

## Биография
Родился 28 февраля 1908 года в Тифлисе.
Окончил Грузинский индустриальный институт (1931).
Был зачислен в штат Московского электролампового завода, где работал с 1931 по 1934 годы. Одновременно учился на вечернем отделении аспирантуры при НИИ физики МГУ, по окончании которой в 1934 году был направлен на работу в авиационную промышленность.
С 1935 года работал начальником созданного в Дирижаблестрое ОКБ по разработке и строительству дирижаблей конструкции К. Э. Циолковского. Внёс ряд усовершенствований в технологию сварки тонких листов нержавеющей стали, участвовал в решении других технических проблем. Защитил диссертацию «на учёную степень кандидата технических наук "Методика расчёта оболочек дирижаблей К. Циолковского"». В 1937—1938 годах руководил работами по отделке нержавеющей сталью станции метро «Площадь Маяковского».
Во время войны Джапаридзе работал начальником бюро завода № 31 (1941—1942), а затем начальником отдела технического контроля завода № 82 (1942—1945) Наркомата авиационной промышленности СССР.
С 1945 по 1949 год работал в Госплане СССР, занимался вопросами перспективного развития и опытного строительства новых образцов авиационной техники. В 1949—1951 годах возглавлял одну из лабораторий в ЦАГИ.
В 1951—1970 годах начальник НИИ-2 (В 1963 году был переименован в Институт теоретической кибернетики, а в последующем — в ГосНИИАС). В период его руководства в институте были созданы аспирантура и Учёный совет (1963), основаны детский сад, пионерский лагерь и два садовых товарищества, возведено несколько жилых домов.
В 1959 году назначил своим заместителем Евгения Александровича Федосова.
С 1970 года также преподавал в МАИ на кафедре № 103 «Конструкция и проектирование самолётов».
Доктор технических наук, профессор.

## Награды и звания
Награждён орденами Красной Звезды, Трудового Красного Знамени (дважды), Октябрьской революции; медалями «За доблестный труд в Великой Отечественной войне 1941—1945 гг.», «В память 800-летия Москвы» и «За доблестный труд. В ознаменование 100-летия со дня рождения Владимира Ильича Ленина».